# Карача-Елга
Карача-Елга (баш. Ҡарасайылға) — село в Кушнаренковском районе Башкортостана.

## Географическое положение
Расстояние до:
- районного центра (Кушнаренково): 22 км,
- ближайшей ж/д станции (Уфа): 80 км.

## Население
| 2002 | 2009 | 2010 |
| ---- | ---- | ---- |
| 648  | ↘640 | ↘600 |

Национальный состав
Согласно переписи 2002 года, преобладающая национальность — башкиры (76 %).

### Языковой состав
Согласно Всероссийской переписи населения 2020 года родными языками населения являлись: татарский — 63,5 %, башкирский — 21,1 %, русский — 4,6 %, чувашский — 1,5 %.

## Религия
В селе есть мечеть.

## Известные уроженцы
- Валитов, Нажип Хатмуллович (1939 — 3 октября 2008) — профессор кафедры общей химической технологии и аналитической химии БГУ[6]
- Султанов, Шариф Хабибуллинович (9 августа 1913 — 10 мая 1998) — председатель колхоза им. Салавата Кушнаренковского, Герой Социалистического Труда.
- Шакиров, Закир Шакирович (3 ноября 1881 — 3 декабря 1968) — башкирский педагог и лингвист, Герой Труда[7], отец Шакирова Мидхата Закировича, первого секретаря Башкирского обкома КПСС (1969—1987).
- Якупов, Назым Мухаметзянович (7 июля 1928 — 20 февраля 2009) — участник венгерских событий 1956 года, Герой Советского Союза[8].